# Стерноклеидомастоидни мишић
Бочни прегибач врата (лат. m. sternocleidomastoideus) је парни површински мишић предње стране врата, кога облаже површински лист вратне фасције. Састоји се из три или четири дела која су растављена на његовим крајевима, док је средишњи део мишића компактан.
Припаја се на горњем делу грудне кости и горњој страни и задњој ивици кључне кости. Одатле се простире косо навише и уназад до горњих припоја на мастоидном наставку слепоочне и горњој линији потиљачне кости. С обзиром на припоје и локализацију близу коже, стерноклеидомастоидни мишић гради рељеф одговарајућег дела врата и ступа у односе са великим бројем крвних судова, живаца и других вратних структура.
Инервација мишића потиче из два извора. Једним делом га оживчава спољашња грана помоћног живца, а другим делом добија импулсе из вратног живчаног сплета. Снабдевање мишића крвљу стиже преко горње тироидне артерије, која је грана спољашње каротидне артерије.
Дејство му је сложено и зависи од тачке ослонца. Уколико је тачка ослонца на грудном кошу, онда мишић својом активношћу савија главу унапред (обострана контракција) или је бочно савија на једну страну (при унилатералној контракцији). Када је тачка ослонца мишића на његовим горњим припојима, он подиже грудну и кључну кост и тако делује као помоћни мишић при удисају код отежаног дисања.